# Satchel Paige
Leroy Robert “Satchel” Paige (7 de Julho, 1906 – 8 de Junho, 1982) era um beisebolista americano, que atuou em diversas ligas como a  Negro leagues e a Major League Baseball. Foi considerado uma das lendas do esporte e em 1971, entrou para o  Hall da Fama, sendo o primeiro atleta da Negro leagues à ser indicado.